# Натів
Бюро із зв'язків «Натів» (івр. לִשְׁכַּת הַקֶּשֶׁר — נָתִיב, Лішкат-ха-кешер — натів) — ізраїльська державна установа, що підпорядкована Прем'єр-Міністру Ізраїля, створена для зв'язків з євреями СРСР і країн Східної Європи, для координації боротьби за їх право на репатріацію і організацію їх виїзду в Ізраїль. В даний час займається, головним чином, мешканцями з України, Молдови, країн СНД і Балтії.

## Історія
Рішення про створення «Натів» було прийнято прем'єр-міністром Ізраїлю Давидом Бен-Гуріоном в червні 1951 року, у зв'язку з тим, що діяльність «Моссад ле-Алія Бет» була визнана незадовільною з урахуванням становища євреїв у СРСР і країнах Східної Європи. Керівником «Натів» був призначений Шауль Авігур, який раніше керував «Моссад ле-Алія Бет». Бюро реально функціонує з 1952 року.
На Натів покладалося завдання ведення розвідувальної діяльності та сіоністської пропаганди в СРСР і в інших країнах Східної Європи для посилення імміграційного потоку євреїв до Ізраїлю. Висока ефективність діяльності Натів підтвердила, що створення цієї спецслужби для проведення операцій в соціалістичних країнах було виправданим.
Для організації виїзду євреїв з території країн ОВД і з СРСР в Ізраїль Натів використовував споконвічно нелегальні методи. Особливо яскраво це виявлялося в період з 1967 року до кінця 80-х рр. XX століття, коли Ізраїль та СРСР знаходилися в стані прямої конфронтації і не мали дипломатичних відносин. Агенти Натів провозили в СРСР пропагандистські матеріали, налагоджували зв'язки з єврейською громадою в Радянському Союзі (на той момент - другий за чисельністю в світі), організовували гуртки вивчення єврейської культури, юдаїзму та івриту, вели серед радянських євреїв агітацію за виїзд до Ізраїлю. У таких країнах соцтабору як Румунія виїзд євреїв за кордон через транзитні країни здійснювався за хабарі або повністю нелегально - в багажниках автомобілів, тайниках і подібними методами.
Також Натів організовував акції протесту, мітинги в країнах Європи та США, закликаючи їх уряди натиснути на СРСР і змусити його дозволити євреям емігрувати. Часто такі акції проходили під гаслом «Відпусти народ мій».
В кінці 1980-х років завдяки процесам всередині Радянського Союзу, діяльності Натів і правозахисників, які привернули увагу західних ЗМІ, стала можливою Велика алія, в ході якої більше мільйона євреїв емігрували до Ізраїлю, істотно підвищивши його потенціал розвитку і обороноздатність.
У 90-ті роки XX століття важливим напрямком діяльності Натів була евакуація євреїв із зон локальних конфліктів на території СНД. Нерідко вона проводилася з ризиком для життя.

## Керівники бюро
- Шауль Авігур (1952—1970)
- Нехемія Леванон (1970—1980)
- Ієгуда Лапідот (1980—1986)
- Давід Бар-Тов (1986—1992)
- Яків Кедмі (1992—1999)
- Цві Маген (1999—2007)
- Наомі Бен-Амі (з 2007).

## Сучасність та перспективи
У зв'язку з легалізацією виїзду євреїв з країн СНД і Балтії в Ізраїль, а також скороченням абсолютного числа емігрантів, Натів втратив колишнє значення і фінансування, піддається критиці в Ізраїлі з боку Сохнут, Моссад, МЗС та інших організацій. Фактично Натів втратив статус спецслужби. Разом з тим, він отримав дозвіл на контакти з великими єврейськими громадами в США та ФРН.
Згідно з твердженням ізраїльського дипломата Анни Азарі (2006): "«Натів» — це вже не спецслужба ...«Натів» — це відомство, яке видає візи на постійне місце проживання, проводить експертизу документів людини, що бажає виїхати до Ізраїлю. Крім цього в СНД безліч єврейських культурних центрів, що працюють під егідою «Натів». Сьогодні сенс цієї організації точно відбивається в її назві — «Бюро із зв'язків з єврейською діаспорою країн СНД»".